# The Collector (1965)
The Collector is een Brits-Amerikaanse thriller-dramafilm uit 1965 onder regie van William Wyler. Het verhaal is gebaseerd op dat uit het gelijknamige boek uit 1963 van John Fowles. De film werd genomineerd voor de Academy Awards voor beste script, beste regie en beste hoofdrolspeelster (Samantha Eggar). De productie won daadwerkelijk de Golden Globe voor beste actrice (Eggar) en zowel de prijs voor beste hoofdrolspeelster (Eggar) als die voor beste hoofdrolspeler (Terence Stamp) op het Filmfestival van Cannes 1965.

## Verhaal
Freddie Clegg (Terence Stamp) is een verwoed verzamelaar van vlinders. Dat is zijn lust en zijn leven. Sociale contacten met andere mensen heeft hij niet. Hij wil dat wel, maar weet niet hoe hij contact moet maken met andere mensen op een manier dat die hem accepteren. Daarom zat Clegg op zijn werk voor een bank alleen in de hoek zijn best te doen en werd hij daar gepest door zijn collega's. Die vonden hem een zonderling. Hij stopte met zijn werk toen hij een voetbalpool won en daarvoor 71.000 pond sterling kreeg. Toen Clegg op een zonnige middag op het platteland achter een vlinder aanjoeg, kwam hij daar bij toeval een vrij en te koop staand huis met een grote kelderruimte tegen. Hij kocht het en ging er alleen wonen.
Op een middag staat Clegg in zijn busje voor de uitgang van de Blake School of Art en bespiedt hij de studentes als die naar buiten komen. Hij richt zijn aandacht specifiek op Miranda Grey (Samantha Eggar). Hij achtervolgt haar en zodra zij afscheid heeft genomen van haar vriendin en met de tram naar een ander deel van Londen is gereisd, grijpt hij in een stil steegje zijn kans. Terwijl Grey zich langs zijn busje probeert te wurmen, bedwelmt hij haar met chloroform en neemt haar in zijn busje mee naar huis. Clegg brengt haar naar zijn kelder, die hij heeft ingericht als een huis- en slaapkamer in een. Er is een wastafel, er staat een bed, een lamp, een kast met kleren in haar maat erin en er liggen boeken die van toepassing zijn op haar kunststudie. Daar legt hij Grey in bed, waar ze later wakker wordt en merkt dat ze opgesloten zit. Ze heeft geen idee waar ze is.
Even later gaat de deur van het slot en komt Clegg binnen, keurig in pak en met een dienblad met thee en een maaltijd voor haar. Hij kent haar naam en achtergrond en verzekert haar dat dit geen ontvoering voor losgeld is omdat hij weet dat haar vader Charles geen rijk man is. Hij wil daarentegen dat ze zijn 'gast' is en vertelt haar dat dit haar kamer is. Clegg verklaart al dolverliefd op haar te zijn sinds ze een paar keer met hem in dezelfde bus in Reading zat en dat zijn gevoel voor haar nooit meer is weggegaan, ook niet nadat ze naar Londen verhuisde. Clegg wil met haar afspreken dat zij een aantal weken zijn - opgesloten - 'gast' blijft, zodat hij de kans heeft dezelfde gevoelens bij haar voor hem los te maken. Hij belooft immer respectvol met haar om te zullen gaan zodat ze hem kan leren kennen zoals hij is. Hij weet dat hij een levenslange gevangenisstraf riskeert voor zijn daad, maar zegt bereid te zijn dit risico voor haar te nemen.
Grey heeft geen idee wie Clegg is en wil alleen maar zo snel mogelijk weg. Wanneer ze doorkrijgt dat haar dat niet gaat lukken, stemt ze ermee in om vier weken zijn 'gast' te zijn. Daarin belooft ze hem de kans te geven iets bij haar los te maken, maar moet hij beloven dat ze zonder probleem weg mag als ze dat na vier weken nog wil. Ook eist ze dat ze een brief mag schrijven aan haar ouders, dat ze in bad mag, meer licht en lucht krijgt en dat hij haar wat extra spullen geeft voor haar studie. Hij stemt daar allemaal mee in, blij dat ze erin toestemt vier weken te blijven. Grey is daarentegen helemaal niet van plan om hem enige kans te geven, maar wil haar tijd uitzitten en dan weggaan. Als er gelegenheden ontstaan om te ontsnappen dan liefst eerder dan na vier weken. Clegg blijkt hier alleen tot in de puntjes op voorbereid en is niet zomaar te manipuleren. De ramen en deuren in zijn huis zijn op slot dan wel dichtgetimmerd en wanneer Grey zich niet oprecht gedraagt tegen hem, doorziet hij dit elke keer.
Clegg houdt zich aan zijn belofte haar zo respectvol mogelijk te behandelen. Hij is niet gewelddadig tenzij zij hem daartoe dwingt met ontsnappingspogingen, dringt zich lichamelijk niet aan haar op en wil het liefst goede gesprekken met haar voeren en proberen zo meer van haar belevingswereld te begrijpen. Hij wordt alleen wel kwaad telkens wanneer hij het gevoel krijgt dat ze hem geen eerlijke kans geeft. Voor hem houdt dit ook in dat ze toegeeft dat The Catcher in the Rye niets meer is dan een verhaal over een onsympathiek figuur en dat de schilderijen van Pablo Picasso eigenlijk nergens op slaan, ware het niet dat elitaire snobs onderling hebben afgesproken dat dit wel zo is.

## Rolverdeling
| Acteur            | Personage                | Opmerking    |
| ----------------- | ------------------------ | ------------ |
| Terence Stamp     | Freddie 'Franklin' Clegg |              |
| Samantha Eggar    | Miranda Grey             |              |
| Mona Washbourne   | Annie                    | Cleggs tante |
| Maurice Dallimore | Colonel Windham          | de buurman   |